# Коллиер, Айзейя
Айзейя Коллиер (англ. Isaiah Collier; род. 8 октября 2004, Атланта) — американский профессиональный баскетболист, выступающий за клуб НБА «Юта Джаз».

## Профессиональная карьера
26 июня 2024 года Коллиер был выбран 29-м номером командой «Юта Джаз» на драфте НБА 2024 года, а 2 июля он подписал контракт с командой. В течение своего сезона новичка он несколько раз переводился в команду «Солт-Лейк-Сити Старз» из Джи-Лиги НБА.
26 января 2025 года Коллиер вышел стартовым разыгрывающим защитником вместо Кейонте Джорджа. 8 февраля Коллиер установил новый рекорд среди новичков «Джаз» по передачам за половину, набрав 10 передач в первой половине против «Финикс Санз». 28 февраля Коллиер записал на свой счет рекордные в карьере 14 передач в выигранной со счётом 117–116 игре против «Миннесоты Тимбервулвз». Он был назван новичком месяца Западной конференции в феврале, набирая в среднем 11,5 очков, 9,5 передач и 3,9 подборов в месяц. 31 марта в игре против «Шарлотт Хорнетс» Коллиер превзошел предыдущий рекорд Джона Стоктона в 415 передач по наибольшему количеству передач за сезон среди новичков в истории франшизы «Юта Джаз».

## Статистика

### Статистика в НБА
| Сезон                                                                                    | Команда | Регулярный сезон | Регулярный сезон | Регулярный сезон | Регулярный сезон | Регулярный сезон | Регулярный сезон | Регулярный сезон | Регулярный сезон | Регулярный сезон | Регулярный сезон | Регулярный сезон | Серия плей-офф | Серия плей-офф | Серия плей-офф | Серия плей-офф | Серия плей-офф | Серия плей-офф | Серия плей-офф | Серия плей-офф | Серия плей-офф | Серия плей-офф | Серия плей-офф |
| Сезон                                                                                    | Команда | GP               | GS               | MPG              | FG%              | 3P%              | FT%              | RPG              | APG              | SPG              | BPG              | PPG              | GP             | GS             | MPG            | FG%            | 3P%            | FT%            | RPG            | APG            | SPG            | BPG            | PPG            |
| ---------------------------------------------------------------------------------------- | ------- | ---------------- | ---------------- | ---------------- | ---------------- | ---------------- | ---------------- | ---------------- | ---------------- | ---------------- | ---------------- | ---------------- | -------------- | -------------- | -------------- | -------------- | -------------- | -------------- | -------------- | -------------- | -------------- | -------------- | -------------- |
| 2024/25                                                                                  | Юта     | 71               | 46               | 25,9             | 42,2             | 24,9             | 68,2             | 3,3              | 6,3              | 0,9              | 0,2              | 8,7              | Не участвовал  | Не участвовал  | Не участвовал  | Не участвовал  | Не участвовал  | Не участвовал  | Не участвовал  | Не участвовал  | Не участвовал  | Не участвовал  | Не участвовал  |
|                                                                                          | Всего   | 71               | 46               | 25,9             | 42,2             | 24,9             | 68,2             | 3,3              | 6,3              | 0,9              | 0,2              | 8,7              | Не участвовал  | Не участвовал  | Не участвовал  | Не участвовал  | Не участвовал  | Не участвовал  | Не участвовал  | Не участвовал  | Не участвовал  | Не участвовал  | Не участвовал  |
| Наведите курсор мыши на аббревиатуры в заголовке таблицы, чтобы прочесть их расшифровку. |         |                  |                  |                  |                  |                  |                  |                  |                  |                  |                  |                  |                |                |                |                |                |                |                |                |                |                |                |

### Статистика в Джи-Лиге
| Сезон                                                                                    | Команда              | Регулярный сезон | Регулярный сезон | Регулярный сезон | Регулярный сезон | Регулярный сезон | Регулярный сезон | Регулярный сезон | Регулярный сезон | Регулярный сезон | Регулярный сезон | Регулярный сезон | Серия плей-офф | Серия плей-офф | Серия плей-офф | Серия плей-офф | Серия плей-офф | Серия плей-офф | Серия плей-офф | Серия плей-офф | Серия плей-офф | Серия плей-офф | Серия плей-офф |
| Сезон                                                                                    | Команда              | GP               | GS               | MPG              | FG%              | 3P%              | FT%              | RPG              | APG              | SPG              | BPG              | PPG              | GP             | GS             | MPG            | FG%            | 3P%            | FT%            | RPG            | APG            | SPG            | BPG            | PPG            |
| ---------------------------------------------------------------------------------------- | -------------------- | ---------------- | ---------------- | ---------------- | ---------------- | ---------------- | ---------------- | ---------------- | ---------------- | ---------------- | ---------------- | ---------------- | -------------- | -------------- | -------------- | -------------- | -------------- | -------------- | -------------- | -------------- | -------------- | -------------- | -------------- |
| 2024/25                                                                                  | Солт-Лейк-Сити Старз | 3                | 3                | 29,7             | 51,9             | 46,2             | 80,0             | 5,0              | 5,3              | 1,0              | 0,7              | 21,7             | Не участвовал  | Не участвовал  | Не участвовал  | Не участвовал  | Не участвовал  | Не участвовал  | Не участвовал  | Не участвовал  | Не участвовал  | Не участвовал  | Не участвовал  |
|                                                                                          | Всего                | 3                | 3                | 29,7             | 51,9             | 46,2             | 80,0             | 5,0              | 5,3              | 1,0              | 0,7              | 21,7             | Не участвовал  | Не участвовал  | Не участвовал  | Не участвовал  | Не участвовал  | Не участвовал  | Не участвовал  | Не участвовал  | Не участвовал  | Не участвовал  | Не участвовал  |
| Наведите курсор мыши на аббревиатуры в заголовке таблицы, чтобы прочесть их расшифровку. |                      |                  |                  |                  |                  |                  |                  |                  |                  |                  |                  |                  |                |                |                |                |                |                |                |                |                |                |                |

### Статистика в NCAA
| Сезон | Команда | Conf   | Class | GP | GS | MPG  | FG%  | 3P%  | FT%  | RPG | APG | SPG | BPG | PPG  |
| --- | ------- | ------ | ----- | -- | -- | ---- | ---- | ---- | ---- | --- | --- | --- | --- | ---- |
| 2023/24 | УСК     | Pac-12 | FR    | 27 | 26 | 30,0 | 49,0 | 33,8 | 67,3 | 2,9 | 4,3 | 1,5 | 0,2 | 16,3 |
| Всего | Всего   | Всего  | Всего | 27 | 26 | 30,0 | 49,0 | 33,8 | 67,3 | 2,9 | 4,3 | 1,5 | 0,2 | 16,3 |
| Наведите курсор мыши на аббревиатуры в заголовке таблицы, чтобы прочесть их расшифровку Статистика приведена с сайта sports-reference.com |         |        |       |    |    |      |      |      |      |     |     |     |     |      |